# Аспанг-Маркт
Аспанг-Маркт (нем. Aspang-Markt) — ярмарочная коммуна (нем. Marktgemeinde) в Австрии, в федеральной земле Нижняя Австрия.
Входит в состав округа Нойнкирхен.  Население составляет 1885 человек (на 31 декабря 2005 года). Занимает площадь 5,19 км². Официальный код  —  3 18 02.

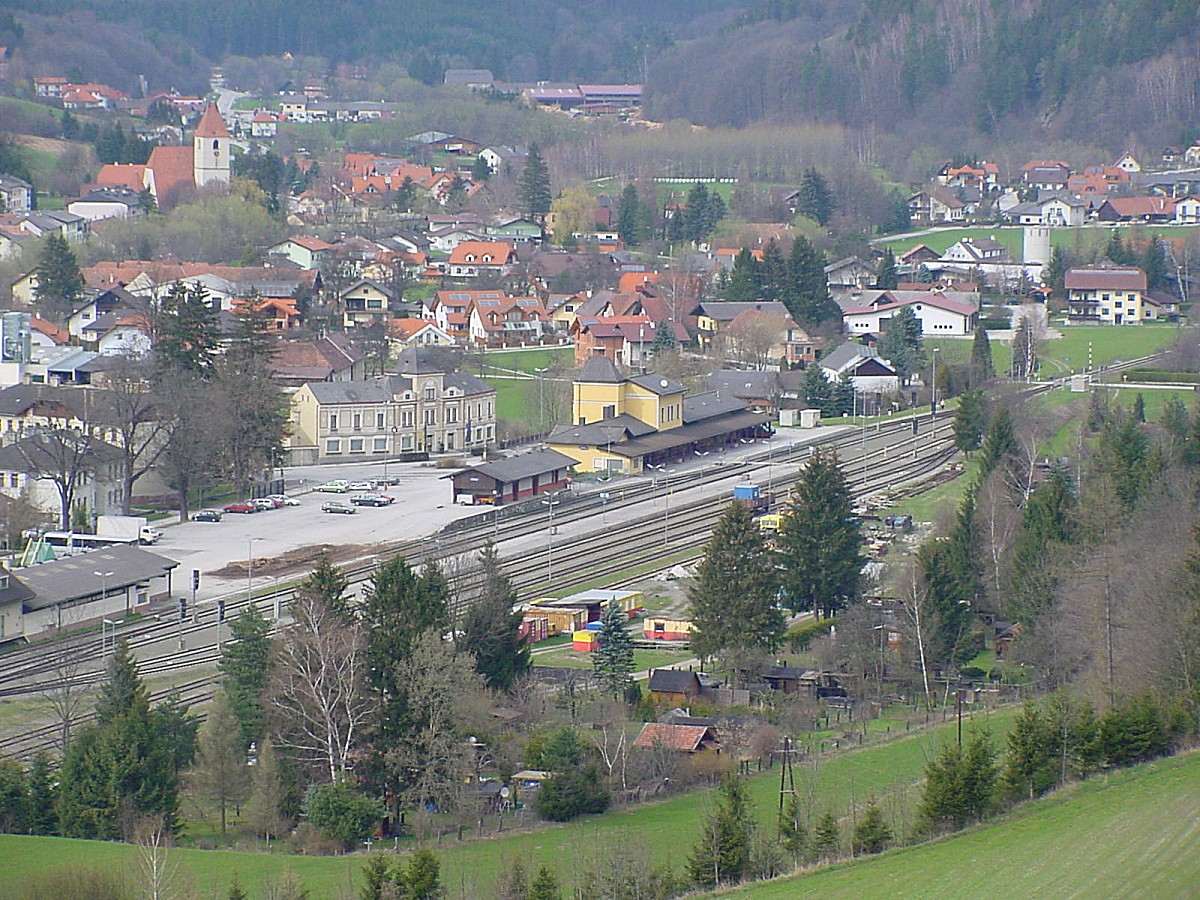
Аспанг-Маркт с вокзалом

## Политическая ситуация
Бургомистр коммуны — Ханс Ауэрбёк (АНП) по результатам выборов 2010 года.
Совет представителей коммуны (нем. Gemeinderat) состоит из 19 мест.
- АНП занимает 12 мест.
- СДПА занимает 7 мест.